# Ludvig Sidner

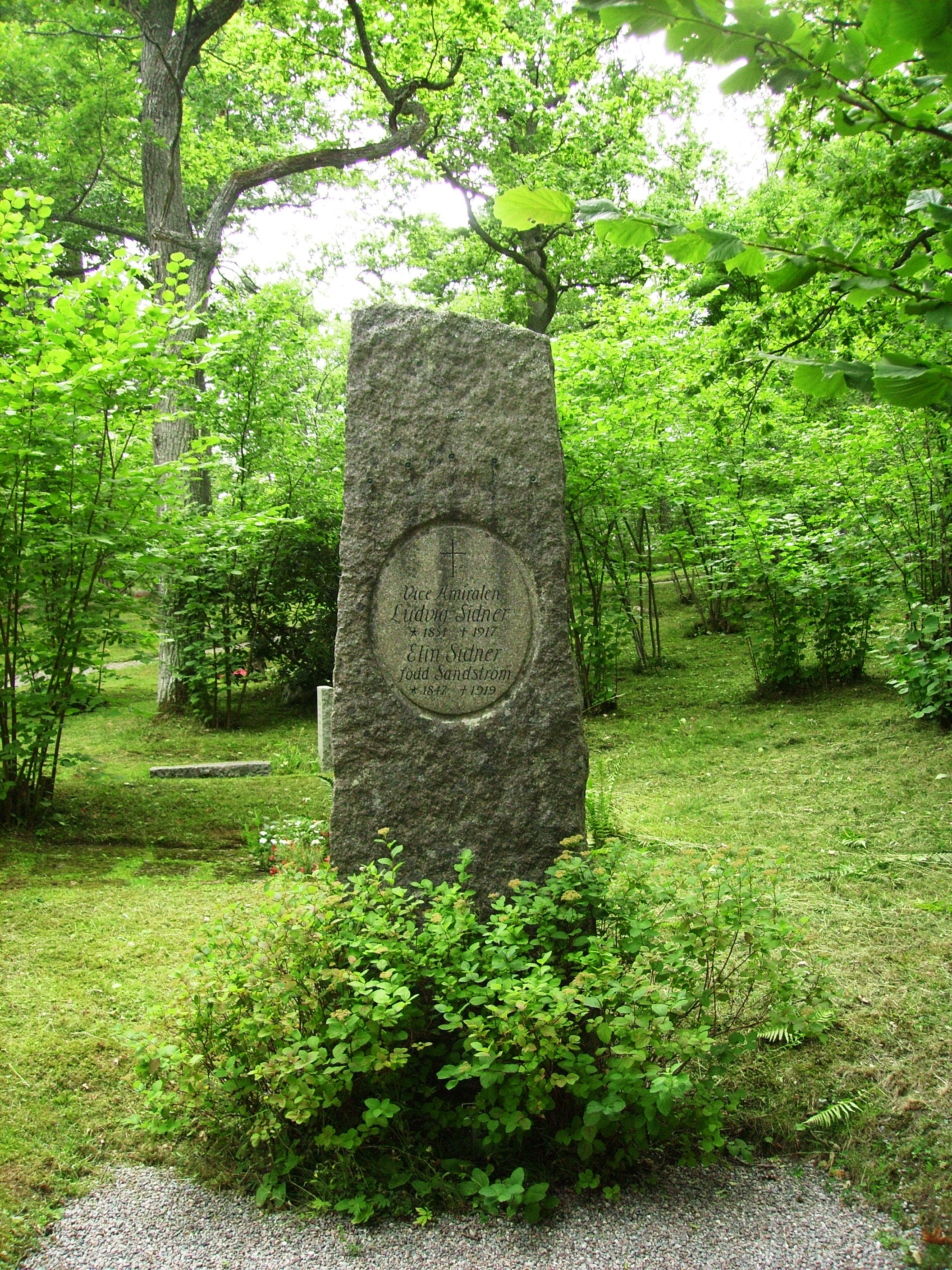
Gravvård på Djursholms begravningsplats.

Joseph Wolfgang Ludvig Sidner, född 16 mars 1851 i Härnösand, död 31 juli 1917 i Djursholm, var en svensk sjömilitär. Han var svensk sjöminister 1905–1906.

## Biografi
Sidner tog examen vid Kungliga Sjökrigsskolan 1872. Han blev underlöjtnant vid flottan samma år, löjtnant 1875, kapten 1885, kommendörkapten av andra graden 1895, av första graden 1897, kommendör 1901 och konteramiral 1904. Sidner var tillförordnad lärare vid Sjökrigsskolan 1880–1881 och 1883–1885, adjutant hos chefen för flottans militärpersonal 1882, biträdande lärare vid Sjökrigsskolan 1892–1895, inspektör för navigationsskolorna i riket 1896–1897, chef för exercis- och underbefälsskolorna vid flottans station i Stockholm 1897–1899. Han var chef för Sjökrigshögskolan 1901–1905, chef för flottans stab 1905, sjöminister 1905–1906, tillförordnad chef för Marinförvaltningen 1906–1907, befälhavande amiral och stationsbefälhavare i Karlskrona 1910–1913 samt chef för Marinstaben 1913–1916. Sidner utnämndes till viceamiral 1911. Han var illa tåld av de mer konservativa i flottan och Arvid Lindman har skrivit: "Har alltid gått ensam och haft en opålitlig karaktär.".
Sidner blev ledamot av andra klassen av Kungliga Krigsvetenskapsakademien 1896 och ledamot av första klassen 1904. Han blev ledamot av Kungliga Örlogsmannasällskapet 1888 och hedersledamot 1904. Åren 1910–1912 var Sidner ordförande i Örlogsmannasällskapet.
Ludvig Sidner var son till musikdirektören och konsistorienotarien i Härnösand, Anders Sidner (1815–1869), och dennes hustru Hedvig Kristina Charlotta Norinder (1823–1908).

## Utmärkelser
- Kommendör med stora korset av Svärdsorden, 6 juni 1912.[5]
- Storofficer av Franska Hederslegionen, senast 1915.[6]
- Kommendör av andra graden av Danska Dannebrogorden, 16 augusti 1898.
- Riddare av första klassen av Norska Sankt Olavs orden, senast 1915.[6]